# Енипеј
Енипеј (грч. Ενιπεύς) је у грчкој митологији био речни бог.

## Митологија
Био је највероватније син Океана и Тетије, чија је река протицала у Тесалији у северној Грчкој. Била је притока реке Пенеј, која је такође била персонификована у истоименог речног бога. Река је извирала на планини Ети у Фтиотиди. У Хомеровој „Одисеји“, али и у записима других аутора, овај бог се помињао као личност у коју је била заљубљена Тиро, те је Посејдон преузео његов лик како би је завео. Заправо, иако је речном богу ласкала њена страст, није желео да јој пружи знаке охрабрења, па је Посејдон искористио прилику. Посејдон је преузео његов лик и када је завео Ифимедију, Триопову кћерку, о чему је писао Овидије у „Метаморфозама“. Неки извори помињу још једног речног бога са овим именом, али који је постојао у Елиди и био повезан са легендом о Тиро.

## Тумачење
Како је навео Роберт Гревс, веровало се да речна вода може да оплоди девојку док се у њој купа, што је био ритуал очишћења после менструације или порођаја. Вероватно је да су, као и Скамандра и Тириног Енипеја призивале девојке да им одузме невиност. Прича о томе како је Посејдон преварио Тиру објашњава зашто су се Салмонејеви наследници понекад називали Енипејевим синовима, с обзиром одакле су потицали, а понекад Посејдоновим јер су били вешти поморци.